# Sultaner i det osmanniske rige
Sultanerne i Det Osmanniske Rige (tyrkisk: Osmanlı padişahları), der alle var en del af Det osmanniske dynasti, regerede over imperiets fra dets grundlæggelse i 1299 og til dets opløsning i 1922. På imperiets højdepunkt omfattede riget et område fra det nuværende Ungarn i nord til Yemen i syd og fra Algeriet i vest og Irak i øst. Riget blev oprindeligt regeret fra byen Söğüt, fra 1323-1324 fra byen Bursa og herefter blev rigets hovedstad  i 1363 flyttet til Adrianopel (i dag kaldet Edirne) efter Murad 1.'s erobring af byen. Efter erobringen af Byzans i 1453 blev hovedstaden flyttet til byen, der herefter skiftede navn til Konstantinopel (i dag Istanbul).
Der forekommer flere fortællinger om Det Osmanniske Riges oprindelse, hvilke fortællinger er baseret på en kombination af anerkendt faktum og legender. riget blev dannet i slutningen af 1200-tallet under dets første hersker Osman 1., der lagde navn til riget. Det følgende osmanniske dynasti, som han grundlagde, regerede i seks århundreder under 36 sultaner. Det Osmanniske Rige tilsluttede sig under 1. verdenskrig Centralmagterne, og med disses nederlag i krigen blev Det Osmanniske Rige opdelt efter krav fra sejrherrerne og efter den Tyrkiske uafhængighedskrig og sultanatets afskaffelse, blev riget opløst i 1922.

## Liste over overhovederne for dynastiet
- Pre-osmanniske herskere
  - Süleyman (-1227)
  - Ertugrul (1227-1281)
- Osmanniske herskere
  - Osman I (1281-1326; bey)
  - Orhan I (1326-1359; bey)
  - Murad I (1359-1389; sultan fra 1383) (Hüdâvendigâr, "Guds Kriger")
  - Beyazid I (1389-1402 (Yıldırım, "Lynende")
  - Mehmed I (1403-1421)
  - Murad II (1421-1451)
  - Mehmed II (1451-1481) (Fatih, "Erobreren")
  - Beyazid II (1481-1512)
  - Selim I (1512-1520) (Yavuz Sultan Selim)
  - Suleiman I (den Storslående) (1520-1566)
  - Selim II (1566-1574)
  - Murad III (1574-1595)
  - Mehmed III (1595-1603)
  - Ahmed I (1603-1617)
  - Mustafa I (1617-1618)
  - Osman II (1618-1622)
  - Mustafa I (1622-1623)
  - Murad IV (1623-1640)
  - Ibrahim I (1640-1648)
  - Mehmed IV (1648-1687)
  - Suleiman II (1687-1691)
  - Ahmed II (1691-1695)
  - Mustafa II (1695-1703)
  - Ahmed III (1703-1730)
  - Mahmud I (1730-1754)
  - Osman III (1754-1757)
  - Mustafa III (1757-1774)
  - Abd-ul-Hamid I (1774-1789)
  - Selim III (1789-1807)
  - Mustafa IV (1807-1808)
  - Mahmud II (1808-1839)
  - Abd-ul-Mejid I (1839-1861)
  - Abd-ul-Aziz (1861-1876)
  - Murad V (1876)
  - Abd-ul-Hamid II (1876-1909)
  - Mehmed V (1909-1918) (Reşad)
  - Mehmed VI (1918-1922) (Vahideddin)
  - Abdul Mejid II (1922-1924; kun som Kalif)
- Post-kejserlige overhoveder af dynastiet
  - Abdul Mejid II (1926-1944)
  - Ahmed IV Nihad (1944-1954)
  - Osman IV Fu'ad (1954-1973)
  - Mehmed Abd-ul-Aziz II (1973-1977)
  - Ali Vâsib (1977-1983)
  - Mehmed VII Orhan (1983-1994)
  - Ertuğrul Osman V (1994-)